# Heinrich George

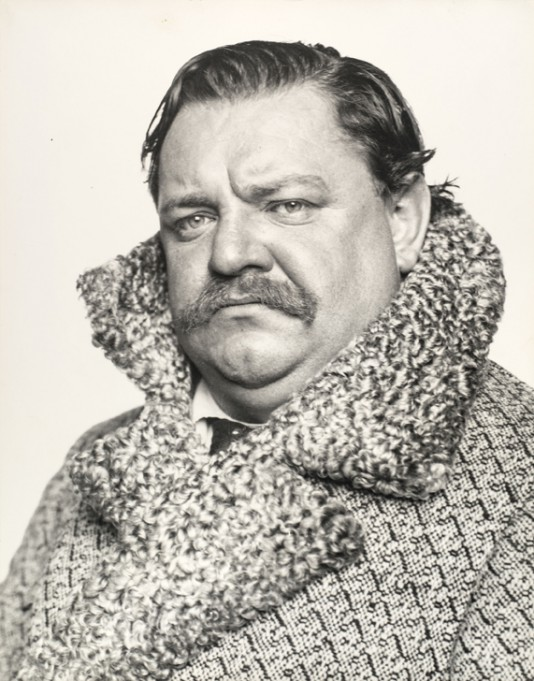
Heinrich George 1930.

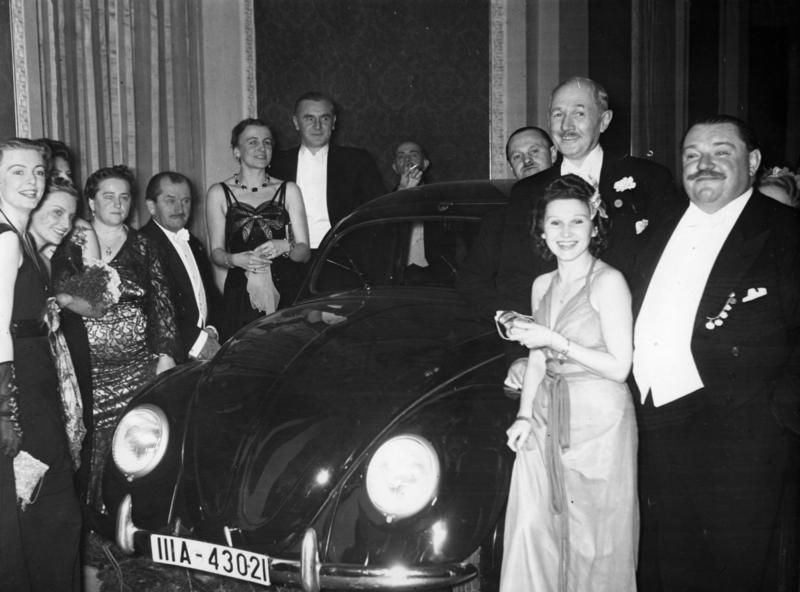
Bengt Berg (tredje från höger) vid en pressvisning av Volkswagen tillsammans med bland andra Ferdinand Porsche (femte från vänster) och Heinrich George (längst till höger), i Nazityskland 1939.

Heinrich George, född Georg Schulz den 9 oktober 1893 i Stettin, Pommern, Tyskland (idag Szczecin i Polen), senare bosatt i Berlin och död 26 september 1946 i Speciallägret Sachsenhausen nära Oranienburg, var en tysk, sedermera nazianstucken, skådespelare. Han var gift med Berta Drews och är far till skådespelarna Jan och Götz George.
George scendebuterade 1912 och kom efter engagemang i olika städer till Berlin 1920, där han från 1922 var mer fast verksam. Han filmdebuterade 1921. Under Weimarrepublikens existens var han en skådespelare som tydligt ansågs stå till vänster politiskt. Han medverkade i Fritz Langs stumfilmsklassiker Metropolis där han gjorde rollen som arbetarnas ledare med ansvar för "hjärtmaskinen". Han hade också huvudrollen i Berlin-Alexanderplatz 1931 där han spelar en nyss utsläppt fånge som kämpar för att inte åter dras in i kriminalitet.
Vid nazisternas maktövertagande i januari 1933 betraktades han först som en ovälkommen kommunist, men han medverkade redan samma år i den tidiga propagandafilmen Hitlerjunge Quex där han spelar en elak och brutal kommunist vars son lockas att gå med i Hitlerjugend. Fadern byter sedan själv fot och blir nationalsocialist. På det spåret fortsatte det. George kom fram till krigsslutet att medverka i Tredje rikets mest uppburna propagandafilmer, exempelvis den antisemitiska Jud Süss 1940, och prestigeprojektet Brinnande hjärtan (Kolberg) 1945. Efter kriget togs han tillfånga av sovjetiska trupper där ett befäl beskrev honom som "en av Tysklands mest respekterade fascistkonstnärer" och dog i ett läger 1946.

## Filmografi (i urval)
- 1922 – Lucrezia Borgia
- 1927 – Metropolis
- 1929 – Hotellets hemlighet
- 1930 – Dreyfus
- 1931 – Berlin-Alexanderplatz
- 1933 – Hitlerjunge Quex
- 1935 – Jungfrun av Orléans
- 1938 – Heimat
- 1939 – Det odödliga hjärtat
- 1940 – Friedrich Schiller - Der Triumph eines Genies
- 1940 – Jud Süss
- 1940 – Du stal min dotter
- 1942 – Andreas Schlüter
- 1942 – Den stora skuggan
- 1942 – Schicksal
- 1943 – Wien 1910
- 1944 – Die Degenhardts
- 1945 – Kolberg